# Brejão (kommun i Brasilien)
Brejão är en kommun i Brasilien.   Den ligger i delstaten Pernambuco, i den östra delen av landet, 1 400 km nordost om huvudstaden Brasília. Antalet invånare är 8 851.
Omgivningarna runt Brejão är huvudsakligen savann. Runt Brejão är det ganska glesbefolkat, med 50 invånare per kvadratkilometer.